# Evil Bong 420
Série
Evil Bong 3D: The Wrath of Bong
(2011) Evil Bong High-5
(2016)
Pour plus de détails, voir Fiche technique et Distribution.
Evil Bong 420 est un film américain réalisé par Charles Band, sorti en 2015.

## Fiche technique
- Titre : Evil Bong 420
- Réalisation : Charles Band
- Scénario :
- Production :
- Sociétés de production :
- Musique :
- Photographie :
- Montage :
- Décors :
- Costumes :
- Pays d'origine : États-Unis
- Format : Couleurs
- Genre : Comédie, horreur
- Durée :
- Date de sortie : États-Unis : 20 avril 2015 (internet)[1]